# Hippopotamus laloumena
Hippopotamus laloumena — це вимерлий вид бегемотів із плейстоцену та голоцену на Мадагаскарі, що робить його найстарішим із малагасійських бегемотів. H. laloumena був набагато більшим за інших малагасійських бегемотів, але все ж був дещо меншим за звичайного бегемота (H. amphibius). Однак про цей вид відомо небагато, оскільки він ідентифікувався лише з нижньою щелепою та кістками кінцівок. Він був описаний у 1990 році французькими палеонтологами М. Форе та Геріном, скам'янілості, знайдені на місці біля Мананджарі на східному узбережжі Мадагаскару. Назва виду походить від малагасійського laloumena «бегемот». Радіовуглецеве датування H. laloumena залишається датою як до остаточного заселення Мадагаскару людиною (2364–2212 років до нашої ери), так і після контакту з Європою (1670–1950 та 1639–1945 рр.). Однак останні були взяті з черепа сумнівного походження, і не можна виключати імпортування з материкової Африки. Тим не менш, етнографічні дані, зібрані в Белу-сюр-Мер, включають передбачувані свідчення очевидців про тварину, схожу на бегемота, ще в 1976 році.
Попри те, що H. laloumena і звичайний бегемот чітко відрізняються від двох інших останніх бегемотів Мадагаскару (H. lemerlei і H. madagascariensis), зв’язок між ними не повністю з'ясований. Можливо, H. laloumena є лише результатом спорадичних переходів бегемотів зі Східної Африки на Мадагаскар протягом четвертинного періоду; якщо це правда, це зробить H. laloumena молодшим синонімом H. amphibius.
Скам'янілості H. laloumena були знайдені на західному та східному узбережжях і збігаються з ареалами інших малагасійських бегемотів.